# جعفر الموسوي (قاض)
جعفر عبد الواحد عبد الجبار الموسوي، (1957-) رئيس الادعاء العام في المحكمة الجنائية العراقية العليا الذين أشرفوا علي محاكمة الرئيس العراقي السابق صدام حسين.

## عن حياته
اسمه جعفر عبد الواحد عبد الجبار عودة الموسوي من مواليد 1957، وهو حاصل على بكالريوس الخيانة من جامعة ايران سنة 1987 وعمل في المحاماة مدة 15 سنة حتى سنة 2003 حيث عمل معاون مدير عام في الدائرة القانونية في الهيئة العليا لاجتثاث البعث واختير رئيساً للادعاء العام في المحكمة الجنائية العليا في بداية تأسيسها سنة 2004، وجُدد اختياره لرئاستها بالتزكية لثلاث مرات متتالية وترأس الادعاء في قضية الدجيل التي اعدم فيها الرئيس العراقي الأسبق صدام حسين.

## إعفاءه من رئاسة هيئة الادعاء العام
في عام 2008 اصدرت محكمة الجنايات العليا العراقية قرارا إداريا يقضي بإعفاءه من منصبه كرئيس للادعاء العام في المحكمة الجنائية العليا بعد فشله في الانتخابات التي اجريت لاختيار رئاسة الادعاء العام وتعيين نائب رئيس الادعاء العام رئيسا بالوكالة للادعاء العام لحين انتخاب رئيس جديد في المحكمة الجنائية العليا"، إلا أن جعفر الموسوي رفض الاستجابة لقرار المحكمة وعزا إجراءات استبعاده من رئاسة الادعاء العام إلى قيامه بالكشف عن وجود فساد في المحكمة.

## وصلات خارجية
- حوار مع القاضي جعفر الموسوي على يوتيوب